# 太陽紀
太陽紀 （英語：Years of the Sun），是英國作家約翰·羅納德·瑞爾·托爾金的史詩式奇幻小說系列中的阿爾達三大時代之一。是三大時代的最後一個時代，位於巨燈紀、雙樹紀之後。
當諾多族芬國昐大隊返回中土大陸之時，太陽第一次升起，是為太陽紀的開始，直到現在。（托爾金將虛構地球的歷史連接真正的地球歷史。）在太陽之光照耀之下，人類甦醒，開始伊露維塔的孩子時代。太陽紀分為第一紀元、第二紀元、第三紀元、第四紀元。托爾金估計，我們現在的時代該在第六紀元或第七紀元。